# Domani (崎谷健次郎の曲)
「Domani 」（ドマーニ）/「Oggi」（オッジ）は、1997年4月21日に発売された崎谷健次郎の通算19枚目の両A面シングル 。

## 概要
- プロデュースは、崎谷健次郎。
- 1年7ヶ月ぶりのシングル。
- 小学館の女性向け月刊ファッション雑誌『Domani（ドマーニ）』が1997年に創刊された際、姉妹誌である『Oggi（オッジ）』（1991年創刊）と2誌同時にイメージソングとして採用され、各誌上でCDプレゼントが企画された。
- CDジャケットは、タイアップした『Domani』『Oggi』の2誌タイトルロゴのみで構成された[3]。
- CDプレゼント企画は新聞などで広告されたが、誌面での連動性が低かったこともあって大きな話題とはならなかった。しかし、ファッション雑誌と同一タイトルのイメージソング、またシンガーソングライターによる雑誌イメージソングのみで構成されるシングルリリースという点では稀に見る画期的企画であった。
- 全曲のコンピューター・プログラミング、シンセ・オペレーター、キーボードは、崎谷健次郎。

## 楽曲解説
1. Domani
  - 崎谷自身がイタリアへの旅行から着想を得たナポリをイメージした曲で、イタリア語で「明日」を意味する“ドマーニ”を擬人化した女性に語りかけるように綴っている。
  - 小学館ファッション雑誌『Domani』イメージソング。
  - オリジナル・アルバム未収録曲。
  - 3rdベスト・アルバム『崎谷健次郎 BEST COLLECTION』、4thベスト・アルバム『崎谷健次郎 GOLDEN☆BEST』に収録されている。
2. Oggi
  - イタリア語で「今日」を意味する“オッジ”を擬人化した女性に希望を伝えるように綴ったアップテンポな曲である。
  - 小学館ファッション雑誌『Oggi』イメージソング。
  - オリジナル・アルバム未収録曲。
  - 4thベスト・アルバム『崎谷健次郎 GOLDEN☆BEST』に収録されている。
  - オペラ・ヴォイス：かの香織。

## 収録曲
全曲作詞・作曲・編曲：崎谷健次郎
1. Domani
2. Oggi
3. Domani (original karaoke)
4. Oggi (original karaoke)